# Liste der Monuments historiques in Longeaux
Die Liste der Monuments historiques in Longeaux führt die Monuments historiques in der französischen Gemeinde Longeaux auf.

## Liste der Objekte
| Bezeichnung                | Beschreibung                                                  | Standort                               | Kennzeichnung | Schutzstatus | Datum | Bild |
| -------------------------- | ------------------------------------------------------------- | -------------------------------------- | ------------- | ------------ | ----- | ---- |
| Ensemble aus fünf Pallas   | Ensemble aus PM55001007 bis PM55001011                        | in der Kirche St-Gengoult (Lage)       | PM55001006    | Classé       | 1994  |      |
| Palla (1)                  | Karton, mit besticktem Stoff bezogen, Perlen, 18. Jahrhundert | in der Kirche St-Gengoult (Lage)       | PM55001007    | Classé       | 1994  |      |
| Palla (2)                  | Karton, mit besticktem Stoff bezogen, Perlen, 1843            | in der Kirche St-Gengoult (Lage)       | PM55001008    | Classé       | 1994  |      |
| Palla (3)                  | Karton, mit besticktem Stoff bezogen, Perlen, 18. Jahrhundert | in der Kirche St-Gengoult (Lage)       | PM55001009    | Classé       | 1994  |      |
| Palla (4)                  | Karton, mit besticktem Stoff bezogen, Perlen, 18. Jahrhundert | in der Kirche St-Gengoult (Lage)       | PM55001010    | Classé       | 1994  |      |
| Palla (5)                  | Karton, mit besticktem Stoff bezogen, Perlen, 18. Jahrhundert | in der Kirche St-Gengoult (Lage)       | PM55001011    | Classé       | 1994  |      |
| Pietà                      | Stein, 16. Jahrhundert                                        | außen an der Kirche St-Gengoult (Lage) | PM55000352    | Classé       | 1907  |      |
| Skulptur Heiliger Gangolph | Kalkstein, Ende des 17. Jahrhunderts; eingelagert             | an der Fontaine Saint-Gengoult (Lage)  | PM55002013    | Inscrit      | 1992  |      |